# Ritratto di Carlo I a caccia
Il Ritratto di Carlo I a caccia (noto anche come Le Roi à la chasse) è probabilmente il più celebre ritratto del re d'Inghilterra Carlo I eseguito da Antoon van Dyck, all'epoca ritrattista di corte. Il sovrano, in sontuosi abiti da caccia è colto a tre quarti quasi all'improvviso.